# Paderborn Lippstadt repülőtér
A Paderborn Lippstadt repülőtér (IATA: PAD, ICAO: EDLP) egy nemzetközi repülőtér Németországban, Paderborn és Lippstadt közelében.

## Futópályák
A repülőtér futópályái:
- 06/24 (2180 m, 45 m, aszfalt)

## Forgalom
Az utasforgalom az elmúlt években az alábbi módon változott:
| Utasok száma | 139 546 | 248 058 | 546 461 | 1 188 796 | 1 280 229 | 1 241 997 | 974 775 | 763 872 | 736 158 | 502 621 |
|              | 1988    | 1992    | 1996    | 1999      | 2003      | 2007      | 2011    | 2014    | 2018    | 2022    |

## Légitársaságok és úticélok
2024-ben a Paderborn Lippstadt repülőtérről az alábbi járatok indulnak (Utoljára frissítve: 2024-11-2):
The following airlines operate regular scheduled and charter flights at Paderborn Lippstadt repülőtér:
| Légitársaság             | Célállomások                                                                          |
| ------------------------ | ------------------------------------------------------------------------------------- |
| Air Cairo                | Szezonális: Hurghada                                                                  |
| Air Nostrum              | Szezonális charter: Palma de Mallorca                                                 |
| Corendon Airlines        | Antalya                                                                               |
| Eurowings                | Szezonális: Palma de Mallorca                                                         |
| Freebird Airlines Europe | Szezonális charter: Antalya, Fuerteventura, Gran Canaria, Hurghada, Palma de Mallorca |
| Lufthansa                | München                                                                               |
| Pegasus Airlines         | Szezonális: Antalya                                                                   |
| Ryanair                  | Alicante Szezonális: Girona, Málaga, Palma de Mallorca                                |
| SunExpress               | Antalya                                                                               |
| Trade Air                | Charter: Pristina                                                                     |